# Danièle Laumann
Pour les articles homonymes, voir Laumann.
Danièle Laumann est une rameuse canadienne née le 8 juillet 1961 à Toronto. 
Elle est la sœur de la rameuse Silken Laumann.

## Palmarès
- Jeux olympiques d'été de 1984 à Los Angeles
  -  Médaille de bronze en deux de couple avec Silken Laumann